# Tyrant (Resident Evil)
Tyrant-Armoured Lethal Organic System (en español, "Sistema Orgánico Letal Tyrant Blindado"), también conocido como T-A.L.O.S., es un personaje ficticio de la serie de videojuegos Resident Evil. Debuta en el primer título de la saga Resident Evil 1.

## Descripción del personaje
T-A.L.O.S. fue diseñado por Umbrella como la máxima BOW (arma orgánica biológica). Al igual que Nemesis y muchas otras BOW especializadas, su nombre está inspirado en la Mitología Griega (Talos hace referencia al gigante de bronce de la mitología griega).

## Historia
El equipo de investigación de Umbrella en las instalaciones de investigación de las montañas Arklay desarrolló el proyecto T-A.L.O.S. como respuesta al proyecto Némesis, desarrollado por la rama Europea de Umbrella. Talos fue pensado como la máxima BOW, pero antes de que pudiera ser terminado, su desarrollo fue interrumpido por el brote del T-Virus provocado por James Marcus. Debido a este incidente Ozwell E. Spencer ordenó a su hombre más de confianza, Sergéi Vladímir a que recuperara el prototipo de Talos con el propósito de que su investigación no sería malgastada. 
Después del brote en Raccoon City, Umbrella Corporation fue forzada a ocultarse y cancelar muchas de sus actividades. El proyecto de Talos fue cambiado de lugar a la rama rusa de Umbrella. Allí bajo la supervisión de Sergei Vladimir el proyecto T-A.L.O.S. fue completado y puesto a prueba mediante simulaciones contra una unidad de Cuerpos Especiales, dos vehículos blindados, y un helicóptero de combate, demostrando una gran eficiencia. Los rumores de esta nueva arma comenzaron a extenderse.
En el año 2003, la fortaleza donde Talos habían sido completado fue blanco del ataque por soldados dirigidos por Chris Redfield y Jill Valentine. La pareja penetró en la instalación, y en su núcleo principal se enfrentaron con Talos. A pesar de que Talos perdiera su armadura lo que produjo la mutación en una forma más fuerte, Talos fue destruido.

## Desarrollo
Después de la creación exitosa del Tyrant-002, el equipo de Umbrella encontró un defecto el cual era la falta del control. La mayoría de los Tyrant son propensos a las mutaciones celulares repentinas que pueden resultar en la interrupción de la funcionalidad, lo que impide el cumplimiento de sus objetivos. Para permitir el transporte seguro y el despliegue, una solución más estable era esencial. El 6th laboratorio de investigación en Europa de Umbrella ya había descubierto un método de control usando un parásito orgánico (Proyecto Némesis). El equipo de Arklay, sin embargo, concibió una mejor solución usando conexiones de chip a las neuronas del huésped. Este método permitió que la BOW estuviera controlada a distancia por una supercomputadora: la Reina Roja. No satisfecho con sólo el control de gran calidad, el equipo de Arklay quería una bio-arma que pudiese utilizar el poder de fuego de armamento pesado. Los Tyrants normales tenían una destreza de combate y supervivencia más allá de los mejores soldados entrenados, pero eran solamente capaces de disuadir una división militar con éxito. Cuando hacían frente a vehículos de combate blindados o helicópteros militares, su eficiencia comenzaba a disminuir. La solución del equipo de Arklay fue equipar un Tyrant con armamentos especializados y blindaje. El uso de módulos de armadura mejorados, implantes de refuerzo internos, armamento autodirigido de larga distancia permitía combinar las habilidades naturales de un Tyrant con una gran capacidad armamentística.

## Capacidades
Talos usa un Tyrant como base, mientras que se le añade la capacidad de control mediante una supercomputadora vía un chip implantado en su cerebro. Posee un sistema cardiovascular mejorado y está dotado de una movilidad impensable en un organismo natural. Su cuerpo está blindado con una aleación metálica especial que lo ayuda defenderse de misiles y otro tipos de fuego enemigo, además que impide las mutaciones producidas por el T-Virus se descontrolen. Posee un sistema de armas que le permite atacar a objetivos distantes. Utiliza su brazo izquierdo para aplastar a sus oponentes.

## Formas
Tiene 2 formas:
- En la primera tiene el aspecto de un ciborg y está armado con un potente lanzacohetes.
- En su segunda forma, mucho más agresiva, muta descontroladamente y su espina dorsal se alarga hasta engancharse en el techo como un candelabro.

## Comportamiento
T-A.L.O.S. es una mezcla de Tyrant y Némesis. Puede protegerse de los disparos mientras se ejecuta el lanzacohetes es su zona delantera, en la primera forma.
En la segunda forma, él está detenido en el techo por un tentáculo que sale desde su médula espinal. Los tentáculos son la principal amenaza; desde el techo arroja pedazos de materia rocosa.

## Tácticas
En la primera forma es preferible dispararle mientras está detenido, y disparar a los misiles que lanza antes de que impacten. Debe eliminarse al menos una parte de su armadura (preferiblemente la cabeza o el pecho) para comenzar a hacerle un daño considerable.
En la segunda forma, debe usarse la ametralladora o cualquier arma pesada para acabar con esta criatura diabólica. Cuando caiga al suelo, se ha de disparar al corazón sin parar con la ametralladora.